# 요네자와 신덴번
요네자와 신덴 번(일본어: 米沢新田藩 요네자와신덴한[*])은 일본 에도 시대에 있던 번으로, 요네자와번의 지번이다. 번 내의 분가로, 번청은 요네자와 성 니노마루에 있었다.

## 번의 역사
교호 4년(1719년), 요네자와 번의 5대 번주 우에스기 요시노리가 동생 가쓰치카에게 영지 내의 새로 개간한 땅 1만 석 분을 분여하여 요네자와 신덴 번이 성립하였다. 메이지 유신 이후, 본가인 요네자와 번의 영지 삭감으로 인하여 분가인 신덴 번의 존속도 어려워졌고, 결국 메이지 2년(1869년)에 요네자와 신덴 번은 요네자와 번에 합병되어 폐지되었다.

## 역대 번주
1. 우에스기 가쓰치카(上杉勝周) 재위 1719년 ~ 1747년
2. 우에스기 가쓰요시(上杉勝承) 재위 1747년 ~ 1785년
3. 우에스기 가쓰사다(上杉勝定) 재위 1785년 ~ 1815년
4. 우에스기 가쓰요시(上杉勝義) 재위 1815년 ~ 1842년
5. 우에스기 가쓰미치(上杉勝道) 재위 1842년 ~ 1869년

## 같이 보기
- 요네자와번